# گاوکشک
گاوکشک، روستایی از توابع  بخش مرکزی شهرستان کازرون در استان فارس ایران است.

## جمعیت
این روستا در دهستان دشت برم قرار دارد و براساس سرشماری مرکز آمار ایران در سال ۱۳۸۵، جمعیت آن ۵۸۰ نفر (۱۵۱خانوار) بوده‌است.